# 第42回グラミー賞
第42回グラミー賞（42nd Annual Grammy Awards）は2000年2月23日にロサンゼルスのステイプルズ・センターで開催された。

## 概要
前年11月に完成したステイプルズ・センターに移転した初のグラミー賞はサンタナのスーパーナチュラルが9部門を受賞。最優秀新人賞はクリスティーナ・アギレラが受賞した。

## 主要部門受賞者
当節の記述のうち、特記していない項目の出典はである。

### 主要4部門
年間最優秀レコード賞
- "スムース（Smooth）" - サンタナ featuring ロブ・トーマス（サンタナ『スーパーナチュラル（Supernatural）』所収）

年間最優秀アルバム賞
- 『スーパーナチュラル（Supernatural）』 - サンタナ

年間最優秀楽曲賞
- "スムース（Smooth）" - イタール・シュール（英語版）＆ロブ・トーマス（サンタナ『スーパーナチュラル（Supernatural）』所収）

最優秀新人賞
- クリスティーナ・アギレラ
- メイシー・グレイ（英語版）
- キッド・ロック
- ブリトニー・スピアーズ
- スーザン・テデスキ

### ポップ
最優秀女性ポップ・ボーカル・パフォーマンス
- "I Will Remember You" - サラ・マクラクラン（『エクスタシー （Fumbling Towards Ecstasy）』所収）

最優秀男性ポップ・ボーカル・パフォーマンス
- "Brand New Day" - スティング（『ブラン・ニュー・デイ（Brand New Day）』所収）

最優秀ポップ・パフォーマンス（デュオもしくはグループ）
- "Maria Maria" - サンタナ（『スーパーナチュラル（Supernatural）』所収）

最優秀ポップ・コラボレーション（ボーカルあり）
- "Smooth" - サンタナ featuring ロブ・トーマス（『スーパーナチュラル（Supernatural）』所収）

最優秀ポップ・インストゥルメンタル
- "El Farol" - サンタナ（『スーパーナチュラル（Supernatural）』所収）

最優秀ダンス録音
- "ビリーヴ（Believe）" - シェール（『ビリーヴ（Believe）』所収）

最優秀ポップ・アルバム
- 『ブラン・ニュー・デイ（Brand New Day）』 - スティング
- 『ミレニアム（Millennium）』 – バックストリート・ボーイズ
- 『ビリーヴ（Believe）』 – シェール
- 『Ricky Martin』 – リッキー・マーティン
- 『Mirrorball』 – サラ・マクラクラン

### トラディッショナル・ポップ
最優秀トラディッショナル・ポップ・ボーカル・パフォーマンス
- 『シングス・エリントン ホット＆クール（Bennett Sings Ellington: Hot & Cool）』 - トニー・ベネット

### ロック
最優秀女性ロック・ボーカル・パフォーマンス
"スウィート・チャイルド・オブ・マイン（Sweet Child O' Mine）" - シェリル・クロウ
最優秀男性ロック・ボーカル・パフォーマンス
- "American Woman" - レニー・クラヴィッツ

最優秀ロック・パフォーマンス（デュオもしくはグループ）
- "Put Your Lights On" - エヴァーラスト（英語版）＆サンタナ（サンタナ『スーパーナチュラル（Supernatural）』所収）

最優秀ハードロック・パフォーマンス
- "Whiskey In The Jar" - メタリカ

最優秀メタル・パフォーマンス
- "アイアン・マン (Iron Man)" - ブラック・サバス（『リユニオン（Reunion）』所収）

最優秀ロック・インストゥルメンタル・パフォーマンス
- "The Calling" - エリック・クラプトン＆サンタナ（サンタナ（『スーパーナチュラル（Supernatural）』所収）

最優秀ロック・ソング
- "Scar Tissue" - アンソニー・キーディス、チャド・スミス、フリー、ジョン・フルシアンテ

最優秀ロック・アルバム
- 『スーパーナチュラル（Supernatural）』 - サンタナ
- 『Breakdown』 – Melissa Etheridge
- 『シグニフィカント・アザー（Significant Other）』 – リンプ・ビズキット
- 『エコー（Echo）』 – トム・ペティ&ザ・ハートブレイカーズ
- 『カリフォルニケイション（Californication）』 – レッド・ホット・チリ・ペッパーズ

### オルタナティヴ
最優秀オルタナティヴ・ミュージック・パフォーマンス
- 『ミューテーションズ（Mutations）』 - ベック
- 『トゥ・ヴィーナス・アンド・バック（To Venus and Back）』 – トーリ・エイモス
- 『ロングウェイ・ベイビー!!（You've Come a Long Way）』 – ファットボーイ・スリム
- 『プレイ（Play）』 – モービー
- 『ザ・フラジャイル（The Fragile）』 – ナイン・インチ・ネイルズ

### R&B
最優秀女性R&Bボーカル・パフォーマンス
- "イッツ・ノット・ライト・バット・イッツ・オーケイ（It's Not Right but It's Okay）" - ホイットニー・ヒューストン（『マイ・ラヴ・イズ・ユア・ラヴ（My Love Is Your Love）』所収）

最優秀男性R&Bボーカル・パフォーマンス
- "Staying Power" - バリー・ホワイト（『ステイング・パワー（Staying Power）』所収）

最優秀R&Bパフォーマンス（デュオもしくはグループ）
- "No Scrubs" - TLC（『FanMail』所収）

最優秀R&Bソング
- "No Scrubs" - TLC（『FanMail』所収）

最優秀R&Bアルバム
- 『FanMail』 - TLC
- 『Mary』 – メアリー・J. ブライジ
- 『マイ・ラヴ・イズ・ユア・ラヴ（My Love Is Your Love）』 – ホイットニー・ヒューストン
- 『R.』 – R・ケリー
- 『Back at One』 – ブライアン・マックナイト

最優秀トラディッショナルR&Bボーカル・パフォーマンス
- 『ステイング・パワー（Staying Power）』 - バリー・ホワイト

### ラップ
最優秀ラップ・ソロ・パフォーマンス
- "My Name Is" - エミネム（『ザ・スリム・シェイディ LP（The Slim Shady LP）』所収）

最優秀ラップ・パフォーマンス（デュオもしくはグループ）
- "You Got Me" - エリカ・バドゥ＆ザ・ルーツ（『シングズ・フォール・アパート （Things Fall Apart）』所収）

最優秀ラップ・アルバム
- エミネム『ザ・スリム・シェイディ LP（The Slim Shady LP）』 - Jeff Bass、Marky Bass、エミネム（プロデューサー）。Mr. B（エンジニア／ミキサー）。
- 『E.L.E. (Extinction Level Event): The Final World Front』 – バスタ・ライムス
- 『ダ・リアル・ワールド （Da Real World）』 – ミッシー・エリオット
- 『I Am...』 – ナズ
- 『Things Fall Apart』 – ザ・ルーツ

### カントリー
最優秀女性カントリー・ボーカル・パフォーマンス
- "Man! I Feel Like A Woman!" - シャナイア・トゥエイン

最優秀男性カントリー・ボーカル・パフォーマンス
- "Choices" - ジョージ・ジョーンズ

最優秀カントリー・パフォーマンス（デュオもしくはグループ）
"Ready to Run" - ディクシー・チックス（『フライ（Fly）』所収）
最優秀カントリー・コラボレーション（ボーカルあり）
- "After The Gold Rush" - ドリー・パートン、エミルー・ハリス、リンダ・ロンシュタット

最優秀カントリー・インストゥルメンタル・パフォーマンス
- "Bob's Breakdowns" - アスリープ・アット・ザ・ホイール

最優秀カントリー・ソング
- "Come On Over" - ロバート・ジョン・"マット"・ランジ（英語版）＆シャナイア・トゥエイン

最優秀カントリー・アルバム
- 『フライ（Fly）』 - ディクシー・チックス

最優秀ブルーグラス・アルバム
- 『Ancient Tones』 - リッキー・スキャッグス＆ケンタッキー・サンダー

### ニューエイジ
最優秀ニューエイジ・アルバム
- 『ケルティック・ソルスティス（Celtic Solstice）』 - ポール・ウインター

### ジャズ
最優秀コンテンポラリー・ジャズ・パフォーマンス
- 『インサイド（Inside）』 - デイヴィッド・サンボーン

最優秀ジャズ・ボーカル・パフォーマンス
- 『ホエン・アイ・ルック・イン・ユア・アイズ（When I Look in Your Eyes）』 - ダイアナ・クラール

最優秀ジャズ・インストゥメンタル・ソロ
- "In Walked Wayne" - ウェイン・ショーター（J・J・ジョンソン『Heroes』収録）

最優秀ジャズ・インストゥメンタル・パフォーマンス（個人もしくはグループ）
- 『ライク・マインズ（Like Minds）』 - チック・コリア、デイヴ・ホランド、ゲイリー・バートン、パット・メセニー、ロイ・ヘインズ
- 『チェンジ（Change）』 – チック・コリア&オリジン
- 『レクイエム〜ケニー・カークランドに捧ぐ（Requiem）』 – ブランフォード・マルサリス・カルテット
- 『アート・オブ・ザ・トリオ Vol.4：ライヴ・アット・ザ・ヴィレッジ・ヴァンガード（Art of the Trio 4: Back at the Vanguard）』 – ブラッド・メルドー
- 『Inner Voyage』 – ゴンサロ・ルバルカバ

最優秀ラージ・ジャズ・アンサンブル・パフォーマンス
- 『Serendipity 18』 - ボブ・フローレンス（英語版）

最優秀ラテン・ジャズ・パフォーマンス
- 『ラテン・ソウル（Latin Soul）』 - ポンチョ・サンチェス（英語版）

### ゴスペル
最優秀ロック・ゴスペル・アルバム
- 『Pray』 – レベッカ・セント・ジェームス

最優秀ポップ／コンテンポラリー・ゴスペル・アルバム
- 『Speechless』 – Steven Curtis Chapman

最優秀サザン、カントリーもしくはブルーグラス・ゴスペル・アルバム
- 『Kennedy Center Homecoming』 – Bill Gaither＆Gloria Gaither

最優秀トラディショナル・ソウル・ゴスペル・アルバム
- 『Christmas with Shirley Caesar』 – シャーリー・シーザー（英語版）

最優秀コンテンポラリー・ソウル・ゴスペル・アルバム
- 『Mountain High...Valley Low』 – ヨランダ・アダムス（英語版）

最優秀ゴスペル・クワイアもしくはコーラス・アルバム
- Brooklyn Tabernacle Choir『High and Lifted Up』 – Carol Cymbala（クワイア・ディレクター）

### ラテン
最優秀ラテン・ポップ・パフォーマンス
- 『Tiempos』 - ルーベン・ブラデス

最優秀トラディショナル・トロピカル・ラテン・パフォーマンス
- 『マンボ・バードランド（Mambo Birdland）』 - ティト・プエンテ

最優秀メキシカン－アメリカン・ミュージック・パフォーマンス
- 『100 Anos De Mariachi』  - プラシド・ドミンゴ

最優秀ラテン・ロック／オルタナティヴ・パフォーマンス
- 『Resurrection』 - クリス・ペレス・バンド

最優秀テハーノ・ミュージック・パフォーマンス
- 『Por Eso Te Amo』 - Los Palominos

最優秀サルサ・パフォーマンス
- 『Llego...Van Van - Van Van Is Here』 - ロス・バン・バン

最優秀メレンゲ・パフォーマンス
- 『Olga Viva Viva Olga』 - Olga Tañón

### ブルース
最優秀トラディショナル・ブルース・アルバム
- 『ブルース・オン・ザ・バイユー（Blues on the Bayou）』 – B.B.キング

最優秀コンテンポラリー・ブルース・アルバム
- 『Take Your Shoes Off』 – ザ・ロバート・クレイ・バンド

### フォーク
最優秀トラディショナル・フォーク・アルバム
- 『Press On』 - ジューン・カーター・キャッシュ

最優秀コンテンポラリー・フォーク・アルバム
- 『ミュール・ヴァリエイションズ（Mule Variations）』 - トム・ウェイツ

### レゲエ
最優秀レゲエ・アルバム
- 『Calling Rastafari』 - バーニング・スピア

### ポルカ
最優秀ポルカ・アルバム
- 『Polkasonic』 - ブレイブ・コンボ（英語版）

### ワールドミュージック
最優秀ワールドミュージック・アルバム
- 『リーヴロ（Livro）』 - カエターノ・ヴェローゾ

### チルドレンズ
最優秀ミュージカル・アルバム（子供向け）
- セサミストリート『エルモと毛布の大冒険（The Adventures of Elmo in Grouchland）』 - Andy Hill（プロデューサー）

最優秀スポークン・ワード・アルバム（子供向け）
- グラハム・グリーン、ケイト・ウィンスレット、ウィントン・マルサリス『Listen to the Storyteller』 - Steven Epstein、David Frost（プロデューサー）

### スポークン
最優秀スポークン・ワード・アルバム
- 『The Autobiography of Martin Luther King, Jr.』 - レヴァー・バートン

最優秀スポークン・コメディ・アルバム
- 『Bigger & Blacker』 - クリス・ロック

### ミュージカル・ショー
最優秀ミュージカル・ショー・アルバム
- The New Broadway cast with バーナデット・ピーターズ＆Tom Wopat『アニーよ銃をとれ（Annie Get Your Gun）』 - John McDaniel、Stephen Ferrera（プロデューサー）

### ビジュアルメディア向け
最優秀サウンドトラック・アルバム（ビジュアルメディア向け）（新設）
- 『ターザン：オリジナル・サウンドトラック（Tarzan: An Original Walt Disney Records Soundtrack）』 – マーク・マンシーナ、フィル・コリンズ（プロデューサー）

### 作曲・編曲
最優秀インストゥルメンタル作曲
- "Joyful Noise Suite" - ドン・セベスキー（英語版）（作曲者）（『Joyful Noise - A Tribute To Duke Ellington』所収）

最優秀楽曲（映画、テレビもしくは他のビジュアルメディア向け）（改名）
- マドンナ 「ビューティフル・ストレンジャー（Beautiful Stranger）」- マドンナ、ウィリアム・オービット（英語版）（ソングライター）（『オースティン・パワーズ：デラックス（Austin Powers: The Spy Who Shagged Me）』より）

最優秀サウンドトラック・アルバム（映画もしくはテレビ向け）
- 『バグズ・ライフ（A Bug's Life）』 - ランディ・ニューマン（作曲者）

最優秀インストゥルメンタル編曲
- "Chelsea Bridge" - ドン・セベスキー（英語版）（『Joyful Noise - A Tribute To Duke Ellington』所収）

最優秀インストゥルメンタル編曲（ボーカリストあり）（改名）
- チャーリー・ヘイデン・カルテット・ウェスト featuring シャーリー・ホーン "Lonely Town" - アラン・ブロードベント（英語版）（編曲者）（チャーリー・ヘイデン・カルテット・ウェスト『アート・オブ・ザ・ソング（The Art of the Song）』所収）

### パッケージングおよびノーツ
最優秀録音パッケージ
- アスリープ・アット・ザ・ホイール『ライド・ウィズ・ボブ（Ride With Bob）』 - Buddy Jackson、Ray Benson、Sally Carns（アート・ディレクター）

最優秀ボックスド録音パッケージ
- マイルス・デイヴィス『Miles Davis - The Complete Bitches Brew Sessions』 - Arnold Levine、Ron Jaramillo（アート・ディレクター）

最優秀アルバム・ノーツ
- ジョン・コルトレーン『John Coltrane - The Classic Quartet: Complete Impulse! Studio Recordings』 - Bob Blumenthal（アルバム・ノーツ・ライター）

### ヒストリカル
最優秀ヒストリカル・アルバム
- デューク・エリントン『The Duke Ellington Centennial Edition - The Complete RCA Victor Recordings (1927 - 1973)』 - オリン・キープニュース（プロデューサー）。Steven Lasker（プロデューサー兼エンジニア）。Paul Brizzi、Dennis Ferrante（エンジニア）。

### 制作・エンジニアリング
最優秀エンジニアド録音（非クラシカル）
- ダイアナ・クラール『ホエン・アイ・ルック・イン・ユア・アイズ（When I Look in Your Eyes）』 - アル・シュミット（英語版）（エンジニア）

最優秀エンジニアド録音（クラシカル）
- マイケル・ティルソン・トーマス（指揮者）、the Peninsula Boys Choir、San Francisco Girls Chorus、サンフランシスコ交響楽団 『イーゴリ・ストラヴィンスキー：Firebird; The Rite of Spring; Perséphone』 - Markus Heiland（エンジニア）

プロデューサー・オブ・ザ・イヤー（非クラシカル）
- ウォルター・アファナシエフ

プロデューサー・オブ・ザ・イヤー（クラシカル）
- アダム・アベスハウス（英語版）

リミキサー・オブ・ザ・イヤー（非クラシカル）
- Club 69

### ミュージック・ビデオ
最優秀ミュージック・ビデオ（短編）
- コーン "Freak on a Leash" - Graham Morris、トッド・マクファーレン、ジョナサン・デイトン&ヴァレリー・ファリス（ビデオ・ディレクター）。Terry Fitzgerald、Bart Lipton（ビデオ・プロデューサー）。（『Follow the Leader』所収）

最優秀ミュージック・ビデオ（長編）
- ジミ・ヘンドリックス『ライヴ・アット・ザ・フィルモア・イースト（Live at the Fillmore East）』 - Bob Smeaton（ビデオ・ディレクター）。Chips Chipperfield、ニール・アスピノール（ビデオ・プロデューサー）。

### 特別賞
ミュージケアーズ・パーソン・オブ・ザ・イヤー
- エルトン・ジョン[2]